# ×Cirsiocarduus hohenackeri
Cirsiocarduus hohenackeri là một loài thực vật có hoa trong họ Cúc. Loài này được Arènes mô tả khoa học đầu tiên năm 1949.